# (4800) Veveri
(4800) Veveri – planetoida z głównego pasa planetoid okrążająca Słońce w ciągu 5 lat i 77 dni w średniej odległości 3,01 au. Została odkryta 9 października 1989 roku w Europejskim Obserwatorium Południowym przez Henriego Debehogne. Nazwa planetoidy pochodzi od Veveri, jednej z dzielnic na przedmieściach włoskiego miasta Novara. Przed jej nadaniem planetoida nosiła oznaczenie tymczasowe (4800) 1989 TG17.